# Matteo Palma
Matteo Palma (* 13. März 2008 in Berlin) ist ein deutsch-italienischer Fußballspieler. Er spielt bei Udinese Calcio und ist deutscher Nachwuchsnationalspieler, nachdem er zuvor im Kader der italienischen U15-Nationalelf gestanden hatte.

## Hintergrund
Matteo Palma wurde als Sohn eines italienisch-österreichischen Vaters und einer kamerunisch-deutschen Mutter in Berlin geboren. Er besitzt sowohl die deutsche als auch die italienische Staatsbürgerschaft.

## Laufbahn im Verein

### Udinese Calcio
Matteo Palma spielte mit seinem Bruder Léonard, der ebenfalls Fußballer ist, in der Jugendakademie von Hertha BSC, bevor er mit 14 Jahren nach Italien ging und zu Udinese Calcio wechselte.  Am 25. September 2024 gab er im Alter von 16 Jahren beim 3:1-Sieg im Zweitrundenspiel der Coppa Italia gegen US Salernitana sein Pflichtspieldebüt für die Profimannschaft. Am 25. Mai 2025 kam der mittlerweile 17-jährige Palma dann zu seinem Debüt in der Serie A, als der deutsche Cheftrainer Kosta Runjaic ihn bei der 2:3-Niederlage gegen den AC Florenz in der 86. Minute für Kingsley Ehizibue einwechselte.

## Nationalmannschaftskarriere
Matteo Palma absolvierte acht Einsätze für die italienische U15-Nationalmannschaft (ein Tor), ehe er sich dann entschied, für die deutschen Auswahlteams zu spielen. In der Folge kam er für die U16 und für die U17 zum Einsatz. Bei der U17-Europameisterschaft 2025 in Albanien gehörte Palma nicht zum Kader.